# Corning (Nova Iorque)
Corning é uma cidade localizada no Estado americano de Nova Iorque, no Condado de Steuben. A sua área é de 8,5 km², sua população é de 10 842 habitantes, e sua densidade populacional é de 683,9 hab/km² (segundo o censo americano de 2000). A cidade foi fundada em década de 1830.